# ウィルソンテソーロ
ウィルソンテソーロ（欧字名:Wilson Tesoro、2019年2月25日 - ）は、日本の競走馬。主な勝ち鞍は2024年のJBCクラシック、2023年のかきつばた記念、マーキュリーカップ、白山大賞典。
馬名の意味は、人名より＋冠名。

## 戦績

### デビュー前 - 3歳（ - 2022年）
了徳寺健二が私財を投じて2018年に設立したリョーケンファームの1期生で、2019年に生まれた仔馬はウィルソンテソーロも含め9頭だった。母のチェストケローズは了徳寺がアメリカのセリで購入し、産駒デビュー前のキタサンブラックがつけられた。なお、チェストケローズは初子のウィルソンテソーロ出産後、蹄葉炎で死亡したため、ウィルソンテソーロが唯一の産駒となった。
2021年8月28日、新潟競馬場第5レースの2歳新馬戦（芝1800m）で、鞍上三浦皇成にてデビューし、イクイノックスの6着。レース後、左前脚の骨折が判明し、長期休養に入った。なお、この休養中に高木登厩舎から田中博康厩舎に転厩している。3歳6月から復帰するも、2戦連続で着外に終わる。8月からダートに路線を変更すると、この判断が功を奏して初勝利を収めた。続く1勝クラスと2勝クラスも連勝し、3歳シーズンを終えた。

### 4歳（2023年）
4歳となった2023年、年明け初戦の3勝クラス・招福ステークスを勝利、未勝利戦から4連勝でオープンクラスに昇格した。3月19日の名古屋城ステークスは1番人気に支持されたが、直線で伸びきれず5着に敗れた。レース後、小手川準厩舎に再転厩した。
5月2日、初の重賞挑戦としてかきつばた記念に鞍上川田将雅にて出走。中団から3コーナーを回って好位に取り付き、直線でドライスタウトとの激しい追い比べをハナ差で制し、1分31秒1のレコードタイムで重賞初制覇を果たした。次走は7月17日のマーキュリーカップに出走。鞍上は再び川田が務めた。道中は好位でレースを進め、勝負所で一気に加速。逃げたテリオスベルをあっさり交わすと、最後はこれに4馬身差をつける完勝で重賞2連勝を飾った。続く9月26日の白山大賞典も川田が騎乗。道中は5番手を追走し、2週目3コーナー付近で外から一気に上昇。逃げ粘るメイショウフンジンを直線半ばでかわして、単勝1.2倍の圧倒的1番人気にこたえる重賞3連勝を飾った。
11月3日、初のJpnI挑戦としてJBCクラシックに出走。これまで主戦を務めていた川田は海外遠征で騎乗できず、新たに菅原明良とコンビを組んだ。レースでは先行集団の後ろを追走するも、深い馬場が合わず5着に敗北。巻き返しを図った12月3日のチャンピオンズカップは原優介とコンビを結成し、後方2・3番手を追走。直線では逃げるレモンポップを上がり最速の末脚で猛追し、12番人気の低評価を覆す2着に力走。3着に入った9番人気ドゥラエレーデとともに3連単190万2720円の大波乱を演出した。続く12月29日の東京大賞典も原とのコンビを継続。自身初となる逃げを打ち、ウシュバテソーロに差し切られるも2着に入った。

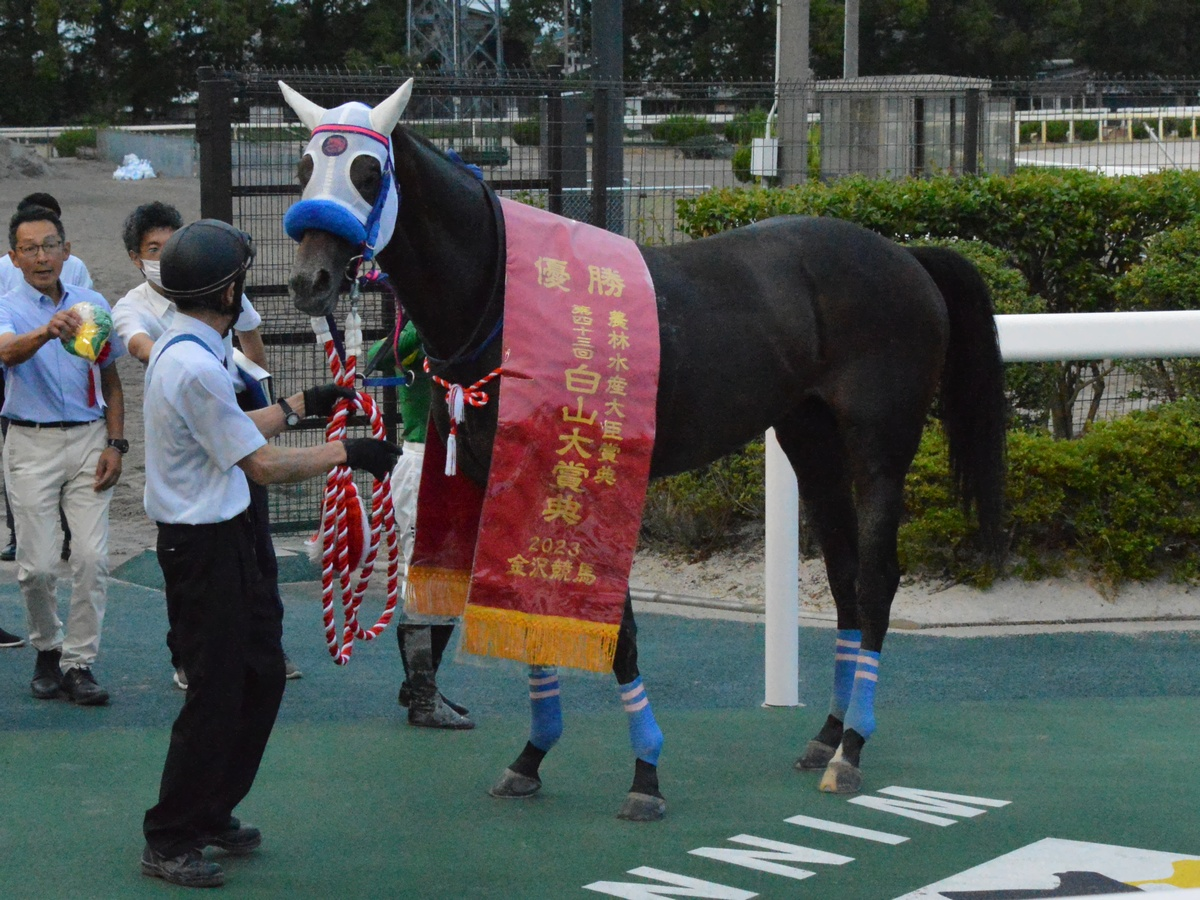
白山大賞典
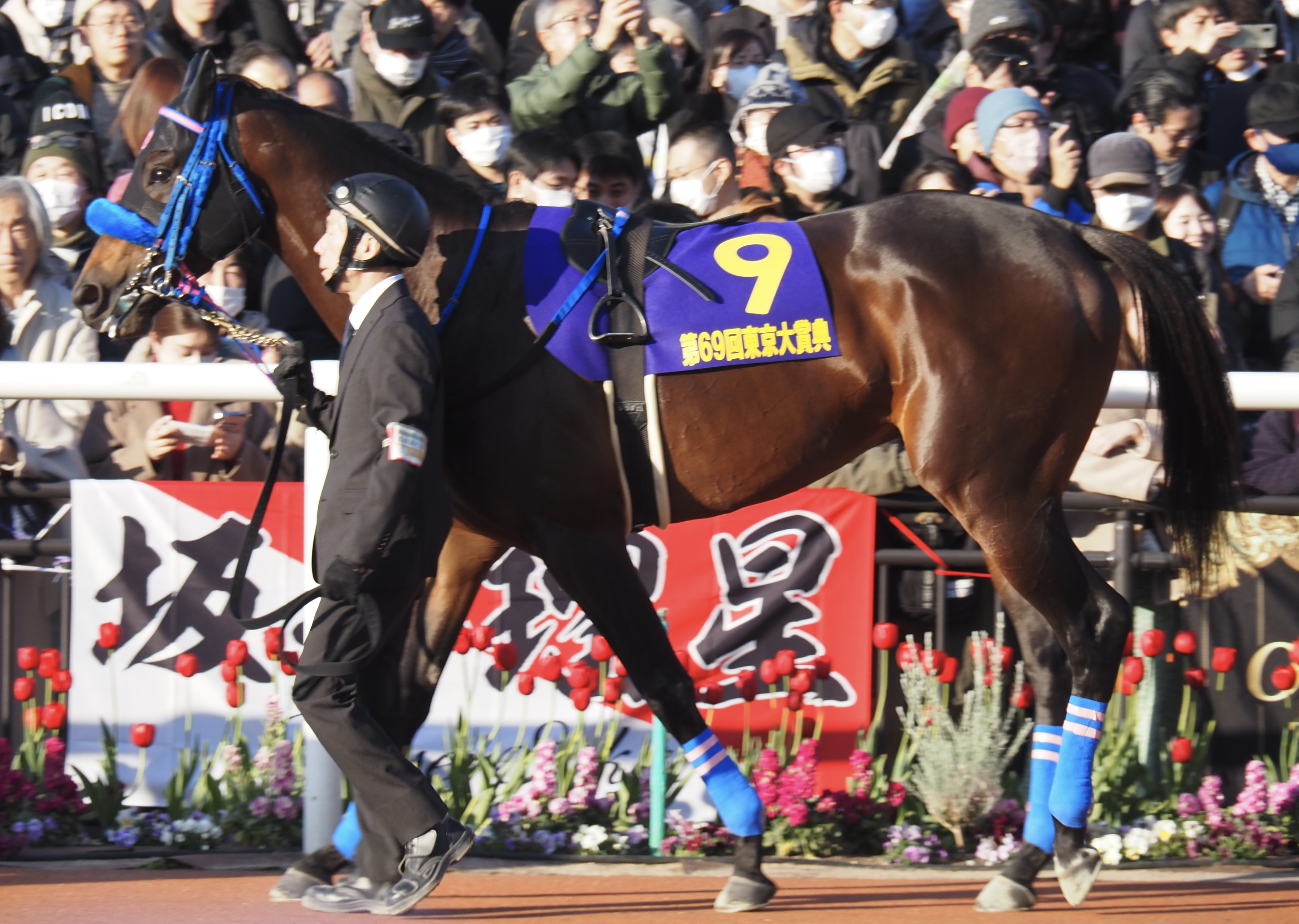
東京大賞典

### 5歳（2024年）
シーズン初戦として出走した2月18日のフェブラリーステークスは3番人気に支持されたが、ラスト1ハロンで余力を残せず、8着に沈む。初の海外遠征となったドバイワールドカップは最後の直線で猛追を見せるも、4着に敗れた。
6月26日、帝王賞に出走。道中は4・5番手で折り合い良く脚をため、3コーナーから一気に仕掛けたが、先に動いていたキングズソードを捉えきれず、1馬身3/4差の2着に惜敗した。2度目の海外遠征となった9月8日のコリアカップはクラウンプライドの逃げ切りを許し、2戦連続の2着。
11月4日、前年に引き続きJBCクラシックに出走。6月の帝王賞から3戦連続で1番人気に支持された。まずまずのスタートから中団に付け、2周目の3コーナーで一気に先頭へ。そのまま直線で後続を突き放し、4馬身差の完勝で悲願のGI級競走初制覇を果たした。また、この勝利が父キタサンブラックにとって初のダートGI級競走制覇となった。
12月1日のチャンピオンズカップでは前年同様、レモンポップの2着となる。その後、次走は東京大賞典へ出走することとなったが、同月12日付で小手川厩舎から再びデビュー当時に在籍した高木登厩舎に転厩した。

### 6歳（2025年）
年明け初戦のサウジカップは4着。次走のドバイワールドカップでは7着に終わった。

## 競走成績
以下の内容は、JBISサーチ、netkeiba.com、Racing Postおよびエミレーツ競馬協会の情報に基づく。
| 競走日     | 競馬場   | 競走名          | 格     | 距離（馬場）  | 頭 数 | 枠 番 | 馬 番 | オッズ （人気） | 着順 | タイム （上り3F） | 着差  | 騎手      | 斤量 [kg] | 1着馬（2着馬）         | 馬体重 [kg] |
| ---------- | -------- | --------------- | ------ | ------------- | ----- | ----- | ----- | --------------- | ---- | ----------------- | ----- | --------- | --------- | ---------------------- | ----------- |
| 2021.08.28 | 新潟     | 2歳新馬         |        | 芝1800m（良） | 15    | 2     | 3     | 027.00（6人）   | 06着 | R1:49.3（36.2）   | -1.9  | 0三浦皇成 | 54        | イクイノックス         | 460         |
| 2022.06.26 | 東京     | 3歳未勝利       |        | 芝2400m（良） | 12    | 7     | 10    | 004.20（3人）   | 07着 | R2:27.9（36.2）   | -0.5  | 0戸崎圭太 | 56        | オーションズヨリ       | 482         |
| 0000.07.17 | 福島     | 3歳未勝利       |        | 芝1800m（良） | 15    | 7     | 14    | 004.50（2人）   | 13着 | R1:51.3（37.4）   | -1.4  | 0戸崎圭太 | 56        | コスモエクスプレス     | 476         |
| 0000.08.28 | 新潟     | 3歳未勝利       |        | ダ1800m（稍） | 14    | 6     | 10    | 005.30（4人）   | 01着 | R1:51.8（37.0）   | -1.8  | 0戸崎圭太 | 56        | （サトノギベオン）     | 478         |
| 0000.10.15 | 東京     | 3歳上1勝クラス  |        | ダ1600m（稍） | 12    | 6     | 7     | 001.30（1人）   | 01着 | R1:36.5（35.5）   | -0.8  | 0戸崎圭太 | 55        | （グリュースゴット）   | 480         |
| 0000.11.12 | 東京     | 3歳上2勝クラス  |        | ダ1600m（良） | 16    | 3     | 6     | 001.40（1人）   | 01着 | R1:36.6（36.1）   | -0.2  | 0戸崎圭太 | 56        | （ダイシンピスケス）   | 486         |
| 2023.01.05 | 中山     | 招福S           | 3勝    | ダ1800m（良） | 12    | 7     | 9     | 001.50（1人）   | 01着 | R1:52.3（37.4）   | -0.3  | 0戸崎圭太 | 57        | （ベストリーガート）   | 494         |
| 0000.03.19 | 中京     | 名古屋城S       | OP     | ダ1800m（稍） | 16    | 4     | 8     | 002.00（1人）   | 05着 | R1:51.1（37.1）   | -0.9  | 0鮫島克駿 | 58        | ルコルセール           | 484         |
| 0000.05.02 | 名古屋   | かきつばた記念  | JpnIII | ダ1500m（良） | 12    | 6     | 8     | 003.00（2人）   | 01着 | R1:31.1（36.2）   | -0.0  | 0川田将雅 | 56        | （ドライスタウト）     | 486         |
| 0000.07.17 | 盛岡     | マーキュリーC   | JpnIII | ダ2000m（重） | 13    | 6     | 9     | 002.20（1人）   | 01着 | R2:01.8（36.6）   | -0.6  | 0川田将雅 | 55        | （テリオスベル）       | 485         |
| 0000.09.26 | 金沢     | 白山大賞典      | JpnIII | ダ2100m（良） | 12    | 3     | 3     | 001.20（1人）   | 01着 | R2:11.0（35.9）   | -0.1  | 0川田将雅 | 55        | （メイショウフンジン） | 488         |
| 0000.11.03 | 大井     | JBCクラシック   | JpnI   | ダ2000m（良） | 10    | 5     | 5     | 004.70（3人）   | 05着 | R2:06.9（39.4）   | -1.8  | 0菅原明良 | 57        | キングズソード         | 486         |
| 0000.12.03 | 中京     | チャンピオンズC | GI     | ダ1800m（良） | 15    | 4     | 7     | 092.0（12人）   | 02着 | R1:50.8（36.6）   | -0.2  | 0原優介   | 58        | レモンポップ           | 482         |
| 0000.12.29 | 大井     | 東京大賞典      | GI     | ダ2000m（良） | 9     | 8     | 9     | 014.20（6人）   | 02着 | R2:07.4（37.9）   | -0.1  | 0原優介   | 57        | ウシュバテソーロ       | 487         |
| 2024. 2.18 | 東京     | フェブラリーS   | GI     | ダ1600m（良） | 16    | 7     | 14    | 003.90（2人）   | 08着 | R1:36.6（38.5）   | -0.9  | 0松山弘平 | 58        | ペプチドナイル         | 484         |
| 0000.03.30 | メイダン | ドバイワールドC | G1     | ダ2000m（良） | 12    | 11    | 12    | 000             | 04着 | R2:04.7           | -2.4  | 0原優介   | 57        | Laurel River           | 計不        |
| 0000.06.26 | 大井     | 帝王賞          | JpnI   | ダ2000m（稍） | 13    | 6     | 8     | 003.20（1人）   | 02着 | R2:07.2（38.0）   | -0.3  | 0川田将雅 | 57        | キングズソード         | 486         |
| 0000.09.08 | ソウル   | コリアC         | G3     | ダ1800m（稍） | 11    |       | 8     | 001.50（1人）   | 02着 | R1:52.7（37.4）   | -0.9  | 0川田将雅 | 57        | Crown Pride            | 480         |
| 0000.11.04 | 佐賀     | JBCクラシック   | JpnI   | ダ2000m（良） | 11    | 8     | 10    | 002.10（1人）   | 01着 | R2:08.0（37.1）   | -0.8  | 0川田将雅 | 57        | （メイショウハリオ）   | 486         |
| 0000.12.01 | 中京     | チャンピオンズC | GI     | ダ1800m（良） | 16    | 4     | 8     | 005.50（2人）   | 02着 | R1:50.1（36.2）   | -0.0  | 0川田将雅 | 58        | レモンポップ           | 482         |
| 0000.12.29 | 大井     | 東京大賞典      | GI     | ダ2000m（良） | 10    | 2     | 2     | 005.00（2人）   | 02着 | R2:05.3（36.6）   | -0.3  | 0川田将雅 | 57        | フォーエバーヤング     | 483         |
| 2025.02.22 | KAA      | サウジカップ    | G1     | ダ1800m（Fs） | 14    | 4     | 13    | 016.00（5人）   | 04着 | R1:51.54          | -2.45 | 0川田将雅 | 57        | Forever Young          | 計不        |
| 0000.04.05 | メイダン | ドバイワールドC | G1     | ダ2000m（Fs） | 11    | 3     | 11    | 033.00（7人）   | 07着 | R2:04.83          | -1.33 | 0川田将雅 | 57        | Hit Show               | 計不        |
| 0000.07.02 | 大井     | 帝王賞          | JpnI   | ダ2000m（良） | 13    | 7     | 12    | 004.40（2人）   | 05着 | R2:04.1（38.6）   | -1.0  | 0川田将雅 | 57        | ミッキーファイト       | 487         |

- タイム欄のRはレコード勝ちを示す
- 海外の競走の「枠番」欄にはゲート番を記載
- 競走成績は2025年7月2日現在

## 血統表
| ウィルソンテソーロの血統                   | ウィルソンテソーロの血統                      | ウィルソンテソーロの血統 | （血統表の出典）        | （血統表の出典）        |
| 父系                                       | サンデーサイレンス系                          | サンデーサイレンス系     | サンデーサイレンス系    | [ § 2 ]                 |
| 父 キタサンブラック 2012 鹿毛 北海道日高町 | 父の父ブラックタイド 2001 黒鹿毛 北海道早来町 | *サンデーサイレンス      | Halo                    | Halo                    |
| 父 キタサンブラック 2012 鹿毛 北海道日高町 | 父の父ブラックタイド 2001 黒鹿毛 北海道早来町 | *サンデーサイレンス      | Wishing Well            |                         |
| 父 キタサンブラック 2012 鹿毛 北海道日高町 | 父の父ブラックタイド 2001 黒鹿毛 北海道早来町 | *ウインドインハーヘア    | Alzao                   | Alzao                   |
| 父 キタサンブラック 2012 鹿毛 北海道日高町 | 父の父ブラックタイド 2001 黒鹿毛 北海道早来町 | *ウインドインハーヘア    | Burghclere              |                         |
| 父 キタサンブラック 2012 鹿毛 北海道日高町 | 父の母シュガーハート 2005 鹿毛 北海道門別町   | サクラバクシンオー       | サクラユタカオー        | サクラユタカオー        |
| 父 キタサンブラック 2012 鹿毛 北海道日高町 | 父の母シュガーハート 2005 鹿毛 北海道門別町   | サクラバクシンオー       | サクラハゴロモ          |                         |
| 父 キタサンブラック 2012 鹿毛 北海道日高町 | 父の母シュガーハート 2005 鹿毛 北海道門別町   | オトメゴコロ             | *ジャッジアンジェルーチ | *ジャッジアンジェルーチ |
| 父 キタサンブラック 2012 鹿毛 北海道日高町 | 父の母シュガーハート 2005 鹿毛 北海道門別町   | オトメゴコロ             | *テイズリー             |                         |
| 母 *チェストケローズ 2013 鹿毛 アメリカ    | 母の父Uncle Mo 2008 鹿毛 アメリカ             | Indian Charlie           | In Excess               | In Excess               |
| 母 *チェストケローズ 2013 鹿毛 アメリカ    | 母の父Uncle Mo 2008 鹿毛 アメリカ             | Indian Charlie           | Soviet Sojourn          |                         |
| 母 *チェストケローズ 2013 鹿毛 アメリカ    | 母の父Uncle Mo 2008 鹿毛 アメリカ             | Playa Maya               | Arch                    | Arch                    |
| 母 *チェストケローズ 2013 鹿毛 アメリカ    | 母の父Uncle Mo 2008 鹿毛 アメリカ             | Playa Maya               | Dixie Slippers          |                         |
| 母 *チェストケローズ 2013 鹿毛 アメリカ    | 母の母Deputy's Delight 1997 芦毛 アメリカ     | *フレンチデピュティ      | Deputy Minister         | Deputy Minister         |
| 母 *チェストケローズ 2013 鹿毛 アメリカ    | 母の母Deputy's Delight 1997 芦毛 アメリカ     | *フレンチデピュティ      | Mitterand               |                         |
| 母 *チェストケローズ 2013 鹿毛 アメリカ    | 母の母Deputy's Delight 1997 芦毛 アメリカ     | Bishop's Delight         | Sawbones                | Sawbones                |
| 母 *チェストケローズ 2013 鹿毛 アメリカ    | 母の母Deputy's Delight 1997 芦毛 アメリカ     | Bishop's Delight         | Med Coed                |                         |
| 母系(F-No.)                                | (FN:4-n)                                      | (FN:4-n)                 | (FN:4-n)                |                         |
| 5代内の近親交配                            | Lyphard：5×5（父内）                          | Lyphard：5×5（父内）     | Lyphard：5×5（父内）    |                         |
| 出典                                       | 1. 2.                                         | 1. 2.                    | 1. 2.                   | 1. 2.                   |